# ويلتون سامبايو
ويلتون بيريرا سامبايو (بالإنجليزية: Wilton Pereira Sampaio)‏ هو حكم كرة قدم برازيلي من مواليد 25 ديسمبر 1981 في غوياس. حصل على الشارة الدولية من قبل الفيفا في عام 2013. تم اختياره كواحد من أفضل الحكام في الدوري البرازيلي لكرة القدم 2012. في 30 أبريل 2018 تم اختياره كحكم فيديو مساعد في كأس العالم 2018.